# 砂拉越福建話
砂拉越福建话是在馬來西亞東馬砂拉越地區通行的閩南語分支，受華語、馬來語、英語、潮州話、客家話、福州話以及少量婆羅洲原住民的語言影响演變而成。南砂優勢腔為漳州腔（詔安），北砂（林夢省）則流行與汶萊福建話類似的泉州腔。福建人（閩南人）佔該地區華人總人口的14.5%，人數約8萬1千（2010年），是砂拉越福建話的主要使用人群。當地福建人的主要祖籍地有廈門、金門、詔安等。砂拉越福建話在砂拉越各大城市都有一定規模的使用人數，在古晉市區更是一門通用語言。

## 歷史
早在19世紀前，華人已從中國沿海一帶南下到砂拉越謀生。1840年左右，第二批華人移民開始在古晉登陸。這些移民以潮州人與福建人（閩南泉漳人）居多。閩南語自此得以在砂拉越扎根。